# Grand Lisboa
Grand Lisboa je hotel v čínské zvláštní správní oblasti Macao. Jeho majitelem je Sociedade de Turismo e Diversões de Macau. Hotel byl otevřen 17. prosince 2008. Je nejvyšší budovou v Macau, měří 258 metrů, má 47 pater a 430 pokojů. Budovu ve tvaru lotosového květu navrhli architekti z Hongkongu Dennis Lau a Ng Chun Man. Součástí hotelu je kasino s 800 hracími stoly. Je v něm vystaven diamant The Star of Stanley Ho vážící 218 karátů. V hotelové restauraci působil francouzský šéfkuchař Joël Robuchon. 